# Metropolia di San Pietroburgo

Localizzazione dell'oblast' di Leningrado.

La metropolia di San Pietroburgo (in russo Санкт-Петербургская митрополия?) è una delle province ecclesiastiche che costituiscono la Chiesa ortodossa russa.
Istituita dal Santo Sinodo il 12 marzo 2013, comprende l'intera oblast' di Leningrado nel circondario federale nordoccidentale.
È costituita da 4 eparchie:
- Eparchia di San Pietroburgo
- Eparchia di Vyborg
- Eparchia di Gatčina
- Eparchia di Tichvin

Sede della metropolia è la città di San Pietroburgo, il cui eparca ha il titolo di "Metropolita di San Pietroburgo e Ladoga".